# Quaschwitz
Quaschwitz település Németországban, azon belül Türingiában. Lakosainak száma 68 fő (2023. december 31.). Quaschwitz Dreba, Weira és Oberoppurg községekkel határos.

## Népesség
A település népességének változása:
| Lakosok száma | 71   | 68   | 68   | 68   | 68   |
|               | 2017 | 2019 | 2021 | 2022 | 2023 |